# Мінас-Ітіль

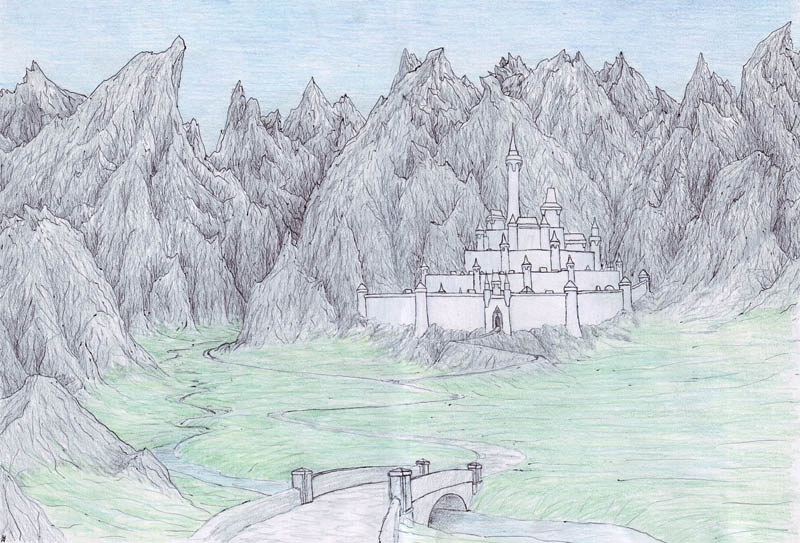
Мінас-Ітіль до захоплення назгулами. Малюнок Матея Чаділа.

Мі́нас-І́тіль, Мінас-Ітіл (англ. Minas Ithil, з синдарину — «Фортеця Присхідного Місяця») — у легендаріумі Дж. Р. Р. Толкіна гондорське місто-фортеця, розташоване на схід від Осґіліата, на західних схилах Ефел-Дуат («Гір Тіні») як загроза Мордору. У 2002 році Третьої Епохи захоплений назгулами і відтоді відомий як Мі́нас-Мо́рґул.
Через Мінас-Ітіль протікала притока Андуїну (з 2002 р. Т. Е. називалася Морґулдуїн).

## Історія

### Заснування міста
Засноване нуменорцями, що врятувалися після падіння королівства Нуменор наприкінці Другої Епохи. Мінас-Ітіль був збудований Ісілдуром і вважався його резиденцією, з ім'ям принца пов'язана і назва фортеці: «Ісілдур» на квенья означає «Відданий Місяцю», «Місяцелюб». У місті було посаджено саджанець Білого Дерева, що був вирощений з врятованих Ісілдуром плодів Німлота Прекрасного в Королівському палаці в столиці Нуменору Арменелосі, доки Саурон не спалив його; а Німлот, у свою чергу, походив від Дерева Тіріона, що було подобою найстаршого з Дерев Білого Телперіона, якого викликала до життя в землі Валларів Яванна. Окрім того, у головній вежі Мінас-Ітіля зберігався один з сімох палантирів.
На початку Війни Останнього Союзу Саурон захопив місто і знищив Біле дерево, але Ісілдур, прихопивши саджанець Білого Дерева, разом з родиною врятувався, відпливши на човні Андуїном через море в Арнор.
Під час війни Останнього Союзу Мінас-Ітіль було визволено, але він втратив своє колишнє значення, оскільки Ісілдур вирішив перенести свою резиденцію в Аннумінас в Арнорі, а нове Біле Дерево було посаджене в Мінас-Анорі. На початку Третьої Епохи Мінас-Ітіль перетворився на звичайну гондорську фортецю.

### Розквіт Гондору
У період розквіту Гондору в Мінас-Ітілі стояли частини Сторожі Мордору, що охороняли шляхи в Чорну Країну з заходу.

### Захоплення назгулами

Герб Мінас-Моргула, вживаний на щитах орків

Згодом із початком занепаду Гондору увага Сторожі Мордору ослабла. Значну роль в цьому зіграла Велика Моровиця 1637 р. Т. Е., внаслідок якої вимерла третина населення країни. У 2000 р. Третьої Епохи, під час правління гондорського короля Еарніла II, військо Мордору на чолі з назгулами взяло в облогу Мінас-Ітіль. Через два роки у 2002 цитадель було захоплено назгулами, які зробили її своєю базою і плацдармом для воєн з Гондором. Місто отримало нову назву «Мінас-Мо́рґул» (з синдарину — «Фортеця Темних Сил»), а долина — Імлад-Моргул. Чорними чарами назгули отруїли річку, що протікала через місто, відтоді її звали Моргулдуїн, «Річка Темних Сил». Палантир Мінас-Ітіля був захоплений і дістався Саурону.
Місто було перебудоване (більшість кімнат фортеці були перетворені на в'язниці та катівні) і заселене орками та людьми що були під владою Темряви — гарадримами та східнянами. Керували Мінас-Моргулом назгули. Герб фортеці являв собою спотворений знак Мінас-Ітіля й Ісілдура — зображення місяця, якому була надана схожість з черепом, символом смерті. Статуї, що прикрашали міст через потік, теж були споганені і стали схожими з чудовиськами. На луках долини росли мертвенно-бліді квіти, що випускали запах тліну.
У 2050 р. Т. Е. останній король Гондору Еарнур був викликаний на поєдинок Королем-Чаклуном. Перепливши Андуїн, він був підступно захоплений назгулами і забраний живцем у жахливе місто. Відтоді його вже не бачила жодна жива душа. Королівська лінія перервалася і до 3019 р. Гондором правили намісники з Дому Марділа.

### Мінас-Моргул під час Війни Персня
Під час війни Персня Мінас-Моргул було перетворено на західний аванпост Мордору. Він закривав шлях до перевалу Кіріт-Унгол. У 3018 — 3019 рр. там було зібрано потужну передову армію з орків, троллів та людей з країн васалів Саурона — гарадримів, кхандців тощо. Навесні 3019 р. ця армія під проводом керманича назгулів Короля-Чаклуна рушила на підконтрольний Гондору західний берег Андуїну. Вихід цієї армії Фродо, Сем і Горлум бачили під час переходу дорогою в Моргульській долині. У битві на полях Пеленнора з гондорцями і рогіримами армію Мордору було повністю знищено.
У березні 3019 р., проходячи через Моргульську долину, війська гондорців та рогіримів на чолі з Арагорном та Еомером хотіли зруйнувати спустілий після відходу війська Мінас-Моргул, але Гендальф їх відмовив від цього кроку. Воїни лише випалили мертві луки долини і зруйнували міст через отруйну річку Моргулдуїн.
Після падіння Саурона Арагорн, що вже прийняв корону й ім'я Елессар, заявив про необхідність зруйнування Мінас-Ітіля у Моргульській долині, де тривалі роки не зможе жити жодна людина.

## Опис
У розділі «Чорні Ворота зачинені» роману «Дві вежі» Голум розповідає гобітам легенди про Мінас-Ітіль і його палантир, які він чув у молодості, коли жив на берегах Андуїну:
|  | ...Вони будували дуже високі вежі, і одна зі зведених ними була срібно-білою, і в ній був один камінь, подібний Місяцю, а навколо великі білі стіни. О, так, було багато історій про Вежу Місяця... ...Ну, господарю, вона там стоїть і досі, висока вежа, білі будинки і стіна, але не чудові зараз, не прекрасні. Давно Він її завоював. Зараз це дуже жахливе місце. Подорожани здригаються, коли її бачать, вони ховаються від її зору, уникають її тіні... Оригінальний текст (англ.) [They built very tall towers, and one they raised was silver-white, and in it there was a stone like the Moon, and round it were great white walls. O yes, there were many tales about the Tower of the Moon... ...Well, master, there it was and there it is: the tall tower and the white houses and the wall; but not nice now, not beautiful. He conquered it long ago. It is a very terrible place now. Travellers shiver when they see it, they creep out of sight, they avoid its shadow. ] Помилка: [undefined] Помилка: {{Lang}}: немає тексту (допомога): текст вже має курсивний шрифт (допомога) |

У розділі «Сходи Кіріт-Унголу» гобіти минають Імлад-Моргул і здалека бачать місто Примар Персня:
|  | ...Похила долина, глибока затока тіні, далеко вдавалася в гори. На дальньому боці, десь між стінами долини, високо на скельному виступі біля підніжжя Ефел-Дуат стояли мури і вежа Мінас-Моргула. Навколо все було темним, і земля і небо, але фортеця випускала світло. Не те вміщене місячне світло, що точилося в давні часи через мармурові стіни Мінас-Ітіля, Місячної Фортеці, ясне і променисте в лощинах пагорбів. Блідіше за нездорове місячне світло під час затемнення було воно тепер, яке дрижало і віяло подібно смердючим видихам розкладання. Це було мертве світло, воно нічого не освітлювало. У вежі і стінах були видні вікна, подібні незліченним чорним дірам, які визиралися у пустоту. Верхня частина вежі повільно поверталася спочатку в один бік, потім в інший, як величезна примарна голова, хижо дивлячись у ніч... ...Тут дорога, слабо світячись, проходила над струмом у середині долини, і йшла далі, примхливо звиваючись, до воріт міста, чорної пащі в зовнішньому кільці північних мурів. Широкі рівнини лежали на берегах, тіньові луки з блідо-білими квітами, які також світилися, прекрасні, хоча жахливі на вигляд, як безумні образи якогось важкого сновидіння. Вони випускали слабкий нудотний трупний запах, пахощі гниття наповнювали повітря. З берега до берега був перекинутий міст. На ближчому кінці його стояли фігури, митецьки вирізьблені, які зображали тварин і людей, але всі спотворені й огидні. Вода текла під ним безшумно, але випари з неї, що клуботіли і звивалися навколо мосту, були смертельно холодними... Оригінальний текст (англ.) [A long-tilted valley, a deep gulf of shadow, ran back far into the mountains. Upon the further side, some way within the valley’s arms, high on a rocky seat upon the black knees of the Ephel Dùath, stood the walls and tower of Minas Morgul. All was dark about it, earth and sky, but it was lit with light. Not the imprisoned moonlight welling through the marble walls of Minas Ithil long ago, Tower of the Moon, fair and radiant in the hollow of the hills. Paler indeed than the moon ailing in some slow eclipse was the light of it now, wavering and blowing like a noisome exhalation of decay, a corpse-light, a light that illuminated nothing. In the walls and tower windows showed, like countless black holes looking inward into emptiness; but the topmost course of the tower revolved slowly, first one way and then another, a huge ghostly head leering into the night... ...Here the road, gleaming faintly, passed over the stream in the midst of the valley, and went on, winding deviously up towards the city’s gate: a black mouth opening in the outer circle of the northward walls. Wide flats lay on either bank, shadowy meads filled with pale white flowers. Luminous these were too, beautiful and yet horrible of shape, like the demented forms in an uneasy dream; and they gave forth a faint sickening charnel-smell; an odour of rottenness filled the air. From mead to mead the bridge sprang. Figures stood there at its head, carven with cunning in forms human and bestial, but all corrupt and loathsome. The water flowing beneath was silent, and it steamed, but the vapour that rose from it, curling and twisting about the bridge, was deadly cold.] Помилка: [undefined] Помилка: {{Lang}}: немає тексту (допомога): текст вже має курсивний шрифт (допомога) |

J. R. R. Tolkien. «The Two Towers»

## Адаптації
Мінас-Моргул зображений в кінотрилогії «Володар перснів», зокрема, у її заключній частині «Володар перснів: Повернення короля». Епізодично він з'являється першій частині, «Володар перснів: Хранителі Персня»: звідти вирушають у Шир Чорні Вершники. Оскільки в романі фортеця описана вельми скупо, режисер мав досить широке поле для власної фантазії.
У мультфільмі «Повернення короля» 1980 року Мінас-Моргул не показаний.